# 598 (tal)
598 är det naturliga heltal som följer 597 och följs av 599.

## Matematiska egenskaper
- 598 är ett jämnt tal.
- 598 är ett sammansatt tal.
- 598 är ett Sfeniskt tal.
- 598 är ett palindromtal i det Kvarternära talsystemet.

## Inom vetenskapen
- 598 Octavia, en asteroid.